# Український письменник
«Український письменник» — книжкове видавництво Національної спілки письменників України (НСПУ).

## Історія
Засновано 1933 у Харкові під назвою «Радянська література». Від 1934 працює в Києві. 1939 перейменовано на «Радянський письменник». За незалежної України набуло сучасної назви — «Український письменник».
У радянський час випускало перші видання творів членів Спілки письменників України (СПУ) — романи, повісті, збірки оповідань, книги поезії, літературно-критичні праці.
Видавало бібліотеки та серії:
- «Бібліотека поета»;
- «Шкільна бібліотека»;
- «Бібліотека публіциста»;
- «Братерство» (поезії літератур радянських республік у перекладі українською мовою);
- «Сучасний роман»;
- «Перша книжка поета»;
- «Перша книжка прозаїка»;
- «Світ письменника»;
- збірник нарисів «Земні зорі»;
- квартальник (згодом піврічник) «Поезія»;
- щорічник «Література і сучасність»;
- щорічник «Проблеми, жанри, майстерність».

Видавництво мало опорні пункти в областях і районах України. Тодішньому «Радянському письменнику» підпорядковувалися періодичні видання СПУ — газети «Літературна Україна», журнали «Вітчизна», «Радуга», «Всесвіт» і «Київ».
У складі видавництва працювало 4 редакції: прози, поезії, критики та молодого автора.
Упродовж 1939—1959 у видавництві «Радянський письменник» видано 1 278 назв загальним накладом 22 215 000 примірників, у 1963—1966 — 469 назв загальним накладом 9 633 000.
1979 р. видавництво випустило 136 назв книг накладом 3,5 мільйона примірників.
2009 р. у видавництві було започатковано серію видань української художньої та публіцистичної літератури «In corpore», у якій станом на 2011 р. вийшли:
- «Українцям потрібні перемоги» Анатолія Шевченка;
- «Голос нічної ластівки» Броніслава Грищука;
- «Божа кара» Анатолія Дімарова;
- «Україна в зоні турбулентності» Юрія Щербака.

У 2010 р. у серії «Світло світогляду» вийшла друком праця німецького філософа-соціолога Еріха Фромма «Мати чи бути?» — перший переклад українською мовою.
У 2010 р. започатковано серію «Ad fontes», у якій вийшли друком чимало творів світової класики у перекладі українською мовою (зокрема, Олдос Гакслі «Жовтий Кром», Густав Майнрінк «Голем», Йозеф Рот «Вибране», Ксенофонт «Анабазис» (перше видання українською), Корнелій Таціт «Аннали» (перше видання українською), Густав Майнрінк «Голем», Фетхулах Гюлен «Діалог і толерантність» та ін.), видатні твори українських класиків (зокрема, В. Винниченко «Конкордизм» — перша публікація в Україні, В. Яворівський «Автопортрет з уяви» та ін.).

## Майно
Кабінет Міністрів України Постановою №1058 від 10 липня 1998 року, передав у власність творчим спілкам України нерухоме майно творчих спілок колишнього СРСР, яке станом на 24 серпня 1991 року згідно з правоустановчими документами, перебувало у віданні творчих спілок колишнього СРСР або у володінні відповідних республіканських структур. В означеній постанові Кабінету Міністрів України наголошувалося: «приміщення, які входять до складу зазначеного нерухомого майна, надаються творчим спілкам України для здійснення ними статутних завдань без права передачі в оренду». У перелік розташованих на території України підприємств, установ та організацій творчих спілок колишнього СРСР, які передано у власність Національної спілки письменників України в особі Дирекції управління майном (ДУМ) увійшло і Видавництво «Український письменник», м. Київ, вул. Гончара, 52 (1500 кв. м).

## Керівники
2007—2016 рр. — Юрій Буряк.
від 8 квітня 2016 р. — Микола Славинський